# 卡蘇爾
卡蘇爾是巴基斯坦的城市，由旁遮普省負責管轄，位於該國東部，面積3,995平方公里，海拔高度218米，主要農產品有小麥、玉米、馬鈴薯、甘蔗和薑黃，2007年人口288,181。

## 外部連結
- Government website